# Boitatá

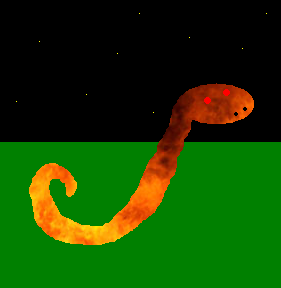
Il boitatá è descritto come un serpente di fuoco

Il boitatá è una creatura del folclore brasiliano. È un serpente di fuoco che attacca chi appicca incendi ai campi e alle foreste.
È conosciuto anche come baetatá e batatão.

## Fonti storiche
Il missionario gesuita spagnolo José de Anchieta in una lettera scritta nel 1560 a São Vicente, riferendo dei demoni di cui si parlava in Brasile, scriveva: «Ce ne sono de gli altri, che stanno massimamente per le rive intorno al mare, & à fiumi, i quali si chiamano Baetata, cioè cosa di fuoco, il che è il medesimo, che dire una cosa, che sia tutta fuoco; appare di notte, ne si vede altro, che un fuoco scintillante, che di qua, & di là velocemente va scorrendo, assalta gl'Indiani, & li ammazza, si come fanno i Corupira.»

## Boitatá e fuochi fatui
Lo studioso di folclore Luis da Câmara Cascudo ha associato la leggenda del boitatá al fenomeno dei fuochi fatui.

## Nella cultura di massa
Una "etichetta indipendente" musicale brasiliana si chiama Boitatá.
Uno dei racconti contenuti in A tragicomédia acadêmica di Yuri Vieira si intitola O Boitatá Quântico ou o samba de Bobo Doido.

## Uso del nome nella scienza
Una missione congiunta dell'Istituto nazionale di ricerche spaziali del Brasile, dell'Agenzia spaziale brasiliana e del Centro nazionale di studi spaziali, francese avente lo scopo di lanciare un satellite per studi meteorologici sulle piogge tropicali è stata denominata Boitata.